# Edelmira Barreira
Pour les articles homonymes, voir Barreira.
Edelmira Barreira Diz, née en 1978 à Ourense, est une femme politique espagnole membre du Parti populaire (PP).

## Biographie

### Jeunesse et formation
Edelmira Barreira naît en 1978 à Ourense. Elle obtient une licence en sciences politiques et administration à l'Université de Saint-Jacques-de-Compostelle.

### Fonctions
Edelmira Barreira occupe les fonctions de directrice adjointe de cabinet de Soraya Sáenz de Santamaría, vice-présidente du gouvernement et ministre de la Présidence, de 2011 à 2015. Sénatrice (Parti Populaire), elle est nommée en 2017 « commissaire au défi démographique » par Mariano Rajoy, avec rang de sous-secrétaire d'État. Elle a pour tâche de comprendre et trouver des solutions au problème de baisse de natalité en Espagne,.